# Sobretâmega
Sobretâmega es una freguesia portuguesa del concelho de Marco de Canaveses, con 4,07 km² de superficie y 1.124 habitantes (2001). Su densidad de población es de 276,2 hab/km².